# Remigia bifasciata
Remigia bifasciata là một loài bướm đêm trong họ Erebidae.